# Jabwot

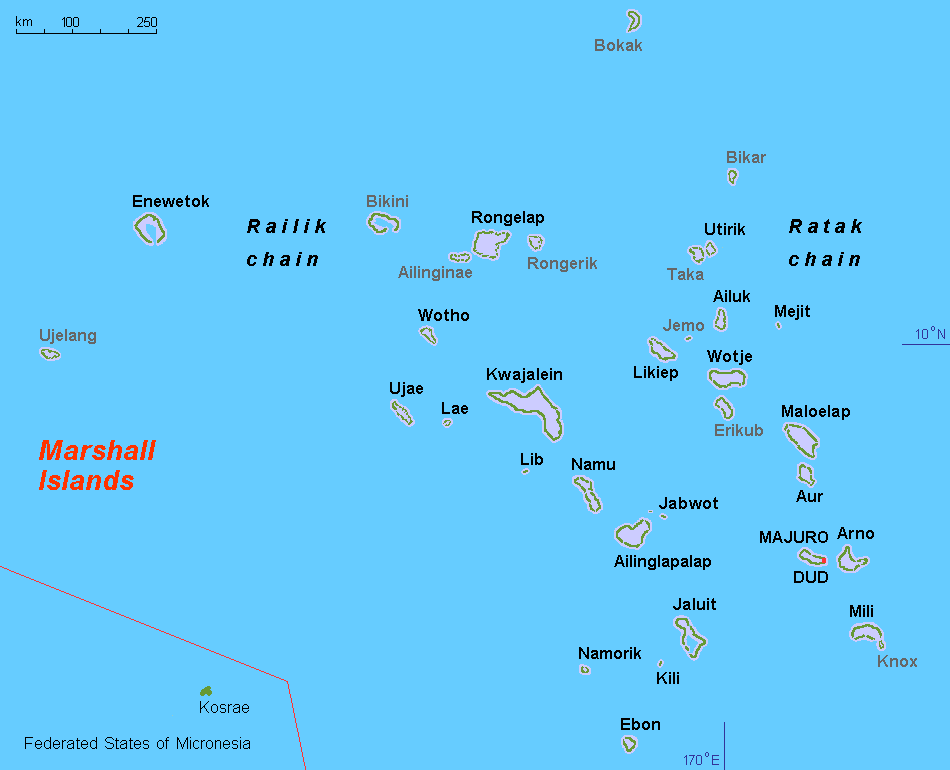
Marshallöarna, Jabwot till höger om Ailinglapalap vänster om Majuro

Jabwot även Jabat (Marshallesiska Jebat) är en ö bland Raliköarna i norra Stilla havet och tillhör Marshallöarna.

## Geografi
Jabwot ligger ca 200 km väster om huvudön Majuro och ca 12 km nordöst om Ailinglapalap.  
Ön är en korallö och har en total areal om ca 0, 57 km² med en längd på ca 1,2 km och omges av ett korallrev (1). Ön är bland de minsta områden i Marshallöarna och den högsta höjden är på endast 8 m ö.h.(2).
Befolkningen uppgår till ca 100 invånare (3). Förvaltningsmässigt utgör ön en egen "municipality" (kommun).

## Historia
Raliköarna har troligen bebotts av mikronesier sedan cirka 1000 f.Kr. och några öar upptäcktes redan 1526 av spanske kaptenen Alonso de Salazar.
Jabwot upptäcktes den 12 september 1855 av amerikanske kapten Dunn (4). Öarna hamnade senare under spansk överhöghet.
Neuguinea-Compagnie, ett tyskt handelsbolag, etablerades sig på Raliköarna kring 1859 och den 22 oktober 1885 köpte Kejsardömet Tyskland hela Marshallöarna av Spanien. Bolaget förvaltade öarna fram till den 13 september 1886 då området först blev ett tyskt protektorat och 1906 blev del i Tyska Nya Guinea (5).
Under första världskriget ockuperades området i oktober 1914 av Japan som i december 1920 även erhöll ett förvaltningsmandat - det Japanska Stillahavsmandatet - över området av Nationernas förbund efter Versaillesfreden 1919.
Under andra världskriget användes ögruppen som militärbas av Japan tills USA erövrade området våren 1944. Därefter hamnade ögruppen under amerikansk överhöghet. 1947 utsågs Marshallöarna tillsammans med hela Karolinerna till "Trust Territory of the Pacific Islands" av Förenta nationerna och förvaltades av USA fram till landets autonomi 1979.